# Хендерсон, Алан
Алан Лидбрукс Хендерсон (англ. Alan Lybrooks Henderson; род. 2 декабря 1972, Моргантаун, Западная Виргиния) — американский баскетболист, игравший на позиции центрового. В 1994 году он входил в состав сборной США по баскетболу на Играх доброй воли в Санкт-Петербурге.

## Карьера в колледже
В Индианском университете Хендерсон лидировал в команде по подборам все четыре года. В настоящее время он единственный игрок Университета Индианы, который входит в пятерку лучших вузов по подборам, блок-шотам и перехватам. Он занимает девятое место по результативности и появился в Финале четырех в 1992 году. Его средний результат в 23,5 очков за игру в сезоне 1995 является самым высоким средним результатом за один сезон среди всех игроков Индианы за 29 лет пребывания Боба Найта. Хендерсон был принят в медицинскую школу Университета Индианы и медицинскую школу Университета Говарда в 1995 году. Он также является членом братства Каппа Альфа Пси и окончил колледж со степенью по биологии.

## Карьера в НБА
На драфте 1995 года в первом раунде под общим 16-м выбором был выбран командой «Атланта Хокс». В свой первый год (1995/1996) в «Хокс» он занял 2-е место в команде по общему количеству блок-шотов (43). В сезоне 1997/1998 он был удостоен награды «Самый прогрессирующий игрок НБА», набирая в среднем 14,3 очков и 6,4 подборов.
4 августа 2004 года вместе с Джейсоном Терри Хендерсон был обменян в «Даллас Маверикс» на Антуана Уокера и Тони Делка. 24 февраля 2005 года он был обменян в «Милуоки Бакс» вместе с Кэлвином Бутом на Кита Ван Хорна. На следующий день «Бакс» отказались от Хендерсона. 1 марта он снова подписал контракт с «Маверикс».
17 сентября 2005 года Хендерсон подписал контракт с «Кливленд Кавальерс», сыграв в 51 игре в качестве запасного тяжелого форварда.
8 сентября 2006 года Хендерсон в качестве свободного агента подписал контракт с командой «Филадельфия Севенти Сиксерс».
22 февраля 2007 года Хендерсон был продан в «Юта Джаз» вместе с деньгами за право обмена драфт-пиками во втором раунде драфта НБА 2007 года, но был отчислен из команды 2 марта. В начале апреля «Севенти Сиксерс» переподписали с ним контракт на оставшуюся часть сезона. Он набирал в среднем 7,8 очков, 5 подборов и 0,6 результативных передач в 652 играх НБА.

## Статистика

### Статистика в НБА
| Сезон                                                                                    | Команда     | Регулярный сезон | Регулярный сезон | Регулярный сезон | Регулярный сезон | Регулярный сезон | Регулярный сезон | Регулярный сезон | Регулярный сезон | Регулярный сезон | Регулярный сезон | Регулярный сезон | Серия плей-офф | Серия плей-офф | Серия плей-офф | Серия плей-офф | Серия плей-офф | Серия плей-офф | Серия плей-офф | Серия плей-офф | Серия плей-офф | Серия плей-офф | Серия плей-офф |
| Сезон                                                                                    | Команда     | GP               | GS               | MPG              | FG%              | 3P%              | FT%              | RPG              | APG              | SPG              | BPG              | PPG              | GP             | GS             | MPG            | FG%            | 3P%            | FT%            | RPG            | APG            | SPG            | BPG            | PPG            |
| ---------------------------------------------------------------------------------------- | ----------- | ---------------- | ---------------- | ---------------- | ---------------- | ---------------- | ---------------- | ---------------- | ---------------- | ---------------- | ---------------- | ---------------- | -------------- | -------------- | -------------- | -------------- | -------------- | -------------- | -------------- | -------------- | -------------- | -------------- | -------------- |
| 1995/96                                                                                  | Атланта     | 79               | 4                | 17,9             | 44,2             | 0,0              | 59,5             | 4,5              | 0,6              | 0,6              | 0,5              | 6,4              | 10             | 0              | 14,5           | 57,5           | -              | 70,0           | 2,7            | 0,7            | 0,1            | 0,4            | 5,3            |
| 1996/97                                                                                  | Атланта     | 30               | 0                | 16,7             | 47,5             | -                | 60,0             | 3,9              | 0,8              | 0,7              | 0,2              | 6,6              | 10             | 0              | 13,6           | 55,9           | -              | 76,9           | 3,3            | 0,0            | 0,1            | 0,3            | 5,8            |
| 1997/98                                                                                  | Атланта     | 69               | 33               | 29,0             | 48,5             | 50,0             | 65,2             | 6,4              | 1,1              | 0,6              | 0,5              | 14,3             | 4              | 4              | 31,5           | 52,6           | 0,0            | 61,1           | 5,5            | 1,0            | 0,8            | 0,3            | 12,8           |
| 1998/99                                                                                  | Атланта     | 38               | 37               | 30,1             | 44,2             | 0,0              | 67,1             | 6,6              | 0,7              | 0,9              | 0,5              | 12,5             | 1              | 0              | 4,0            | -              | -              | -              | 0,0            | 0,0            | 0,0            | 0,0            | 0,0            |
| 1999/00                                                                                  | Атланта     | 82               | 82               | 33,8             | 46,1             | 10,0             | 67,1             | 7,0              | 0,9              | 1,0              | 0,7              | 13,2             | Не участвовал  | Не участвовал  | Не участвовал  | Не участвовал  | Не участвовал  | Не участвовал  | Не участвовал  | Не участвовал  | Не участвовал  | Не участвовал  | Не участвовал  |
| 2000/01                                                                                  | Атланта     | 73               | 42               | 24,8             | 44,4             | 0,0              | 63,8             | 5,6              | 0,7              | 0,7              | 0,4              | 10,5             | Не участвовал  | Не участвовал  | Не участвовал  | Не участвовал  | Не участвовал  | Не участвовал  | Не участвовал  | Не участвовал  | Не участвовал  | Не участвовал  | Не участвовал  |
| 2001/02                                                                                  | Атланта     | 26               | 1                | 16,2             | 50,9             | 100,0            | 53,3             | 3,7              | 0,4              | 0,4              | 0,6              | 5,5              | Не участвовал  | Не участвовал  | Не участвовал  | Не участвовал  | Не участвовал  | Не участвовал  | Не участвовал  | Не участвовал  | Не участвовал  | Не участвовал  | Не участвовал  |
| 2002/03                                                                                  | Атланта     | 82               | 3                | 18,2             | 46,8             | 0,0              | 63,8             | 4,9              | 0,5              | 0,4              | 0,4              | 4,8              | Не участвовал  | Не участвовал  | Не участвовал  | Не участвовал  | Не участвовал  | Не участвовал  | Не участвовал  | Не участвовал  | Не участвовал  | Не участвовал  | Не участвовал  |
| 2003/04                                                                                  | Атланта     | 6                | 0                | 11,3             | 47,6             | -                | 66,7             | 3,5              | 0,3              | 0,2              | 0,3              | 4,0              | Не участвовал  | Не участвовал  | Не участвовал  | Не участвовал  | Не участвовал  | Не участвовал  | Не участвовал  | Не участвовал  | Не участвовал  | Не участвовал  | Не участвовал  |
| 2004/05                                                                                  | Даллас      | 78               | 10               | 15,4             | 52,7             | 0,0              | 53,9             | 4,5              | 0,3              | 0,4              | 0,5              | 3,5              | 9              | 0              | 10,2           | 57,1           | -              | 100,0          | 1,9            | 0,0            | 0,2            | 0,2            | 2,0            |
| 2005/06                                                                                  | Кливленд    | 51               | 3                | 10,4             | 51,6             | -                | 67,3             | 2,7              | 0,2              | 0,2              | 0,2              | 2,5              | 2              | 0              | 4,5            | 0,0            | -              | -              | 1,0            | 0,0            | 0,0            | 0,0            | 0,0            |
| 2006/07                                                                                  | Филадельфия | 38               | 5                | 11,0             | 64,2             | -                | 70,2             | 2,8              | 0,3              | 0,2              | 0,3              | 3,1              | Не участвовал  | Не участвовал  | Не участвовал  | Не участвовал  | Не участвовал  | Не участвовал  | Не участвовал  | Не участвовал  | Не участвовал  | Не участвовал  | Не участвовал  |
|                                                                                          | Всего       | 652              | 220              | 21,1             | 46,9             | 19,2             | 63,9             | 5,0              | 0,6              | 0,6              | 0,5              | 7,8              | 36             | 4              | 14,2           | 54,7           | 0,0            | 71,4           | 2,8            | 0,3            | 0,2            | 0,3            | 5,0            |
| Наведите курсор мыши на аббревиатуры в заголовке таблицы, чтобы прочесть их расшифровку. |             |                  |                  |                  |                  |                  |                  |                  |                  |                  |                  |                  |                |                |                |                |                |                |                |                |                |                |                |